# Zastavie, Liuboml
Zastavie (în ucraineană Застав'є́) este un sat în comuna Pidhorodne din raionul Liuboml, regiunea Volînia, Ucraina.

## Demografie
Componența lingvistică a localității Zastavie
     Ucraineană (97,17%)
     Belarusă (1,89%)
     Alte limbi (0,94%)
Conform recensământului din 2001, majoritatea populației localității Zastavie era vorbitoare de ucraineană (97,17%), existând în minoritate și vorbitori de belarusă (1,89%).